# 波扎尔斯基大公号核潜艇
“波扎尔斯基大公”号核潜艇（俄語：АПЛ Князь Пожарский）是俄罗斯海军建造的北风之神级核动力弹道导弹潜艇，隶属于北方舰队第31潜艇师。
“波扎尔斯基大公”号核潜艇以德米特里·米哈伊洛维奇·波扎尔斯基大公的名字命名，配备了“布拉瓦”潜射弹道导弹和现代化鱼雷武器系统、导航、无线电技术和声纳系统，具有高机动性和声学隐身性能。